# Pfärrig
Der Pfärrig (Coregonus confusus), auch als Pfärrit bezeichnet, ist eine seltene Süßwasserfischart aus der Gattung Coregonus innerhalb der Unterfamilie Coregoninae.

## Merkmale
Der Pfärrig erreicht eine Standardlänge von 350 mm. Er besitzt 33 bis 38 Kiemenreusendornen. Die Körperhöhe beträgt 85 bis 92 mm. Die Kopflänge beträgt 68 bis 76 mm. Der Rücken ist mäßig gebogen.

## Lebensweise
Der Pfärrig ist ein Tiefenwasserbewohner. Die Laichzeit liegt zwischen Dezember und Januar. Im Murtensee erfolgte die Eiablage auf Sand und im Schlamm in einer Tiefe von 35 bis 40 m. Im Bielersee wird der Laich auf Hängen in 2 bis 20 m Tiefe abgelegt.

## Status
Der Pfärrig wurde 1885 von Victor Fatio als Unterart des Balchens Coregonus annectus confusus (heute gültiges Binomen: Coregonus suidteri) beschrieben. Das als Syntypus gekennzeichnete Belegexemplar ging 1902 verloren. 2008 wurde der Pfärrig von der IUCN aufgrund des sehr kleinen Verbreitungsgebietes in die Kategorie „gefährdet“ (vulnerable) klassifiziert. Früher kam die Art im Bielersee, im Murtensee und vermutlich im Neuenburgersee vor. Heute ist das Vorkommen auf den Bielersee beschränkt. Die Population im Murtensee ist in den 1960er-Jahren, bedingt durch Eutrophierung und Veränderungen des Wasserpegels, ausgestorben.